# Rivas Ecópolis Basket
Il Rivas Ecópolis Basket è una società femminile di pallacanestro di Rivas-Vaciamadrid, fondata nel 1993.

## Palmarès
- Campionato spagnolo: 1

2013-14
- Coppa della Regina: 2

2011, 2013